# Neoencyclops querula
Neoencyclops querula là một loài bọ cánh cứng trong họ Cerambycidae.